# 都市対抗野球行進歌
「都市対抗野球行進歌」（としたいこうやきゅうこうしんか）は、日本の都市対抗野球大会における初代の大会歌として1934年（昭和8年）に制定された行進曲である。作詞は小島茂蔵（実作者は島田磬也）、作曲は古関裕而。

## 解説
1927年（昭和2年）に第1回が開催された全日本都市対抗野球大会の第8回大会開催時に、同大会を主催する東京日日新聞（現在の毎日新聞東京本社）が紙面を通じて歌詞の懸賞公募を実施したが、同紙上で入選者として発表された「小島茂蔵」は名義上であり、実作者は知人の名を借りて応募した島田磬也である。そのため、資料によって作詞者の名義を当初の発表通りに「小島茂蔵」とするものと歌ネット（#外部リンク参照）をはじめ実作者を優先して島田とするものが混在している。作曲者には「紺碧の空」や「日米野球行進曲」で実績を上げていた古関が指名され、日本コロムビアが中野忠晴の歌唱を吹き込んだSP盤（規格品番：28009）を製造している。このレコードのB面曲は時雨音羽の作詞、佐々紅華の作曲で藤本二三吉が歌唱する流行歌「野球をどり」であった。
大会初期の明治神宮野球場を主会場としていた時期に作成されたため、歌詞に「外苑」が含まれているが4年後の1938年（昭和13年）に開催された第12回大会からは後楽園球場に主会場を移転している。そのため、この「行進歌」がいつ頃まで大会歌として使用されていたのかは定かではないが、戦後の1949年（昭和24年）になり第20回大会が毎日新聞社と日本社会人野球協会（現在の日本野球連盟）による共催へ移行したことを記念して2代目の「都市対抗を讃える野球の歌」が制定され、2018年（平成30年）の第89回大会まで70年にわたり使用された。
初代の「行進歌」と2代目「野球の歌」はどちらも古関の作曲だが、CD音源化は短期間しか演奏されなかった「行進歌」の方が先に行われ、2009年（平成17年）発売の『国民的作曲家 古関裕而全集』（COZP-375〜381）のディスク5でトラック9に収録された。これ以降も2019年（平成31年）4月発売の『古関裕而 生誕110年記念 スポーツ日本の歌 〜栄冠は君に輝く〜』や配信限定アルバムの『古関裕而初期作品集』など、2021年（令和3年）に『古関裕而秘曲集 〜プレミアム編〜』で初めてCDへ収録された「野球の歌」とは対照的に何度も取り上げられている。